# SoCo
SoCo（ソーコー、6月12日 - ）は、日本のラジオパーソナリティ、司会者。大阪府大阪市北区出身。株式会社セイ所属。オイルショックの頃に生まれた第二次ベビーブーム世代。

## 概要
中学時代に『MBSヤングタウン』などにハマり、投稿する日々をおくる。当時のラジオネームは「ガッツチョロ松」だった。大阪府立北野高等学校に合格するも、高校1年生で退学。その後東京都東久留米市へ移住し、アルバイトをしながら大学入学資格検定を取得。20歳のときに大阪へ戻る。
その後、ABCラジオ『ガチ・キン』など関西各地のテレビ・ラジオ番組に出演。2013年には、ワールド記念ホールにて行われたcomin.kobeにリスナーを招待したり、本人も人生初というABCテレビの代表番組『おはよう朝日です』のスタジオへリスナーと共に見学した。
また、ロックの大ファンであり、ガガガSPのコザック前田との親交も深い。コザック前田とは、焼肉店に行く仲である。ロックフェスにもよく足を運んでいる。
自身の公式ホームページに過去の写真が掲載されている。
スキューバーダイビングの資格を持つ。

## 出演番組など
- ABCラジオ 「ガチ・キン」（2012年7月 - 2016年9月、メインパーソナリティ）
- ABCテレビ「ノンスタ石田のガクショク!」
- MBSラジオ「STUDIO PARKS」
- e-radio 「charge」
- J:COM 「MUSIC JUNGLE TV」
- PS2用ゲームソフト『THE BASEBALL 2003 バトルボールパーク宣言 パーフェクトプレープロ野球秋季号』 - トレーニングモードの監督音声SE
- 八尾西武 - ラジオCM
- 兵庫県警察 - ラジオCM
- ラ・セレナ - 館内DJ
- グランスノー奥伊吹 - ゲレンデDJ

など